# Utricularia bisquamata
Utricularia bisquamata — вид рослин із родини пухирникових (Lentibulariaceae).

## Морфологічна характеристика
Невелика однорічна трав'яниста рослина, приблизно 12 см заввишки. Має розетку вузьких листків і жилаві стебла, що підтримують суцвіття квіток з двома губами, білих, блідо-фіолетових або іноді жовтих. Верхня губа невелика з двома або трьома часточками, а нижня губа має дві короткі часточки. Основа нижньої губи має жовту пляму різного розміру. Пастки, напівпрозорі, розвинені в коренях.

## Поширення
Вид поширений у південній частині Африки (Ангола, Лесото, Мадагаскар, Намібія, ПАР).

## Спосіб життя
Росте як однорічник біля струмків і на вологому ґрунті або скелях; на висотах від 0 до 1200 метрів.

## Використання
Вид культивується невеликою кількістю ентузіастів роду. Торгівля незначна.

## Галерея

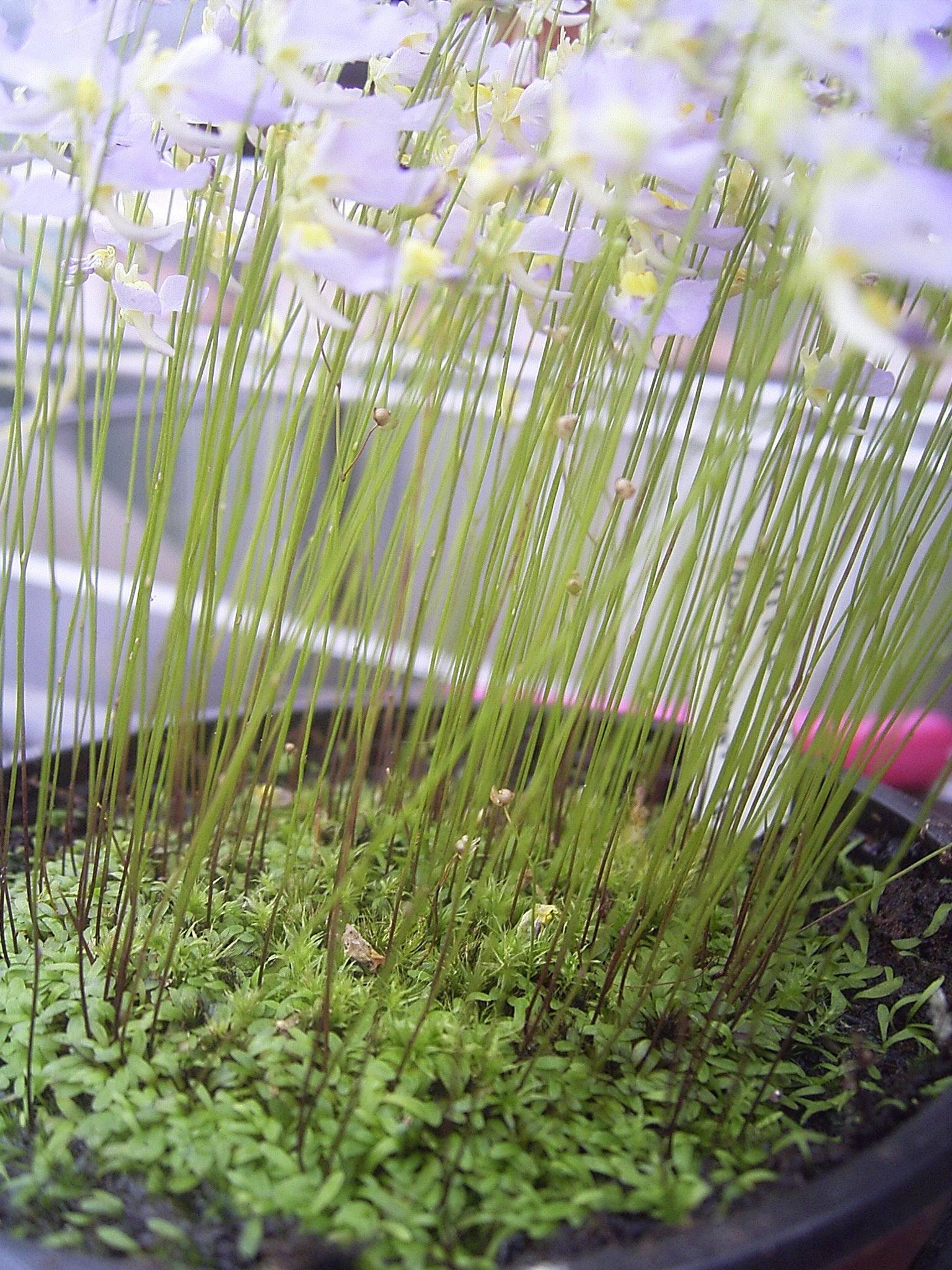
загальний вигляд
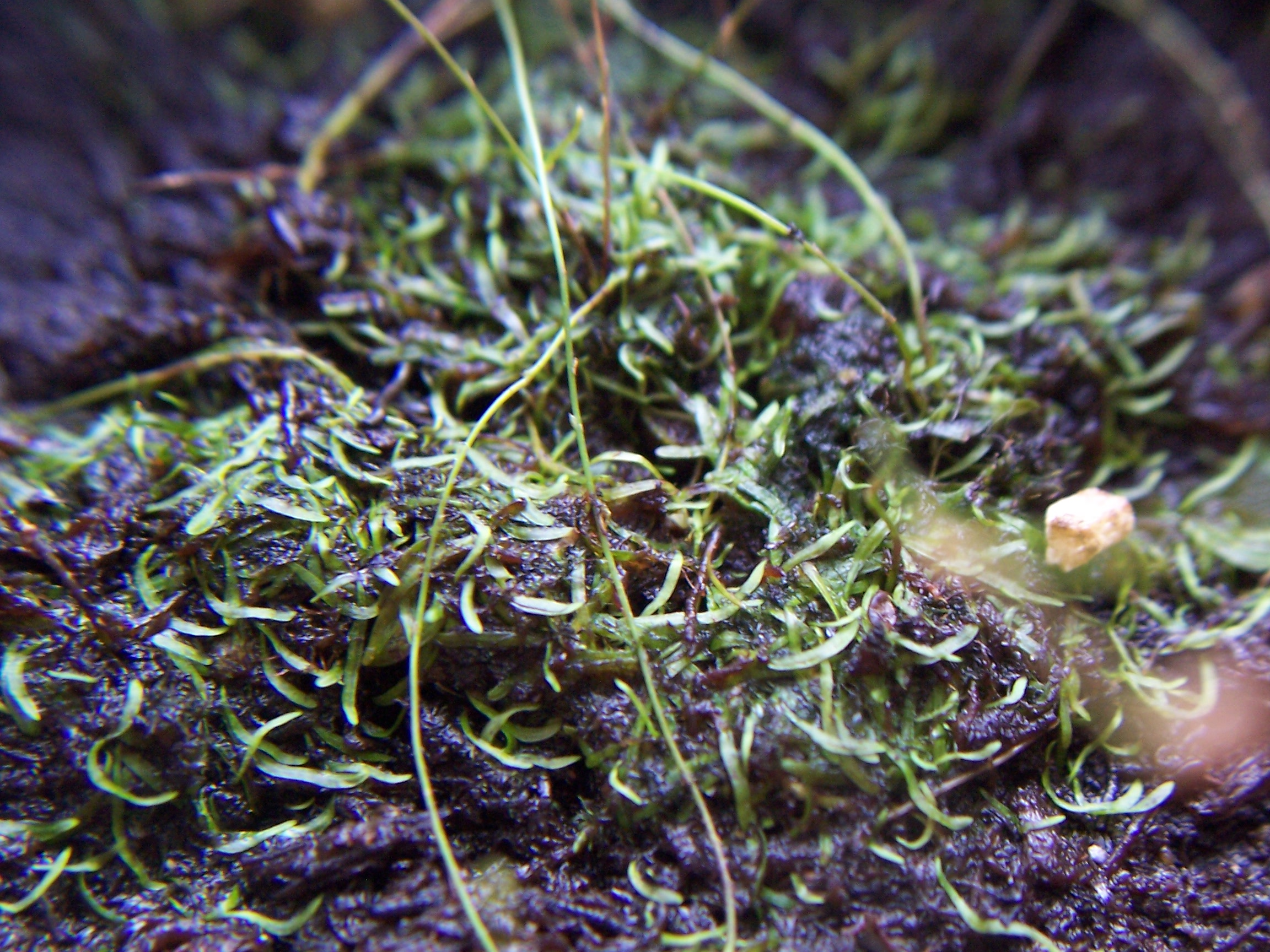
листки